# Peter Fröhlich (Autor)
Peter Fröhlich (* 11. Juli 1901 in Köln; † 1. August 1984) war ein Kölner Stadtrat und Kölscher Buchautor.

## Werdegang
Peter Fröhlich entstammt einer zehnköpfigen Arbeiterfamilie aus dem Kölner Eigelsteinviertel. In seiner Jugend verdiente er seinen Lebensunterhalt als Zeitungsverkäufer, Laufbursche, Bauhilfsarbeiter, Nietenwärmer und Maurer. Mit 16 Jahren trat er in den Arbeiter-Abstinenzler-Bund ein, anschließend wurde er Mitglied in der Baugewerkschaft und der Sozialistischen Arbeiter-Jugend. Mit 22 Jahren trat er der Kommunistischen Partei bei. 1927 entschloss er sich zu einem Wechsel und gehörte seitdem der Sozialdemokratischen Partei an.
Nachdem er ein zweijähriges Stipendium zum Besuch der Staatlichen Fachschule für Wirtschaft und Verwaltung erhalten hatte, engagierte er sich beruflich als Rechtsschutzsekretär für den Deutschen Gewerkschaftsbund. 1933 wurde er als letzter Vertreter der SPD vor der Machtübernahme der Nationalsozialisten in den Kölner Stadtrat gewählt wurde aber von den Nationalsozialisten an der Ausübung seines Stadtratsmandats gehindert. 1946 waren Peter Fröhlich und der spätere Oberbürgermeister Theo Burauen die ersten SPD-Mitglieder, die diese Position übernahmen. Er war dort über 20 Jahre Mitglied des Kulturausschusses. Dem Stadtrat gehörte er bis 1975 an.

## Buchautor
Nach seiner Pensionierung 1966 begann er, seine Erinnerungen an sein Leben und seine Heimatstadt Köln auf Kölsch aufzuschreiben. 1970 erschien sein erstes Buch Kölle vör fuffzich Johre; 1971 folgte ein zweiter Band gleichen Titels. 1972 erschien Kölle noh ’45 (mit einem Vorwort von Theo Burauen) und 1974 Sulang dä Dom en Kölle steit. Hinzu kam noch ein Band mit Gedichten Us dem Levve jejreffe. Seine persönlichen Erinnerungen fasste er Mitte der 1970er Jahre in dem Band Es war ein langer Weg – Erinnerungen eines alten Kölners auf Hochdeutsch zusammen, um sie auch dem Leser außerhalb des Kölner Sprachraums zugänglich zu machen.

## Werke
- Kölle vör fuffzich Johre (Köln vor 50 Jahren). Greven Verlag, 1970, ISBN 3-7743-0074-7.
- Kölle vör fuffzich Johre. – Zweiter Band. Greven Verlag, 1971, ISBN 3-7743-0080-1.
- Kölle noh ’45 (Köln nach 1945). Greven Verlag, 1972, ISBN 3-7743-0091-7.
- Sulang dä Dom en Kölle steit (Solange der Dom in Köln steht). Greven Verlag, 1974, ISBN 3-7743-0109-3.
- Us dem Levve jejreffe (Aus dem Leben gegriffen).
- Es war ein langer Weg – Erinnerungen eines alten Kölners.